# Fabrice Zumbrunnen
Fabrice Zumbrunnen (* 2. Dezember 1969 in La Chaux-de-Fonds) ist ein Schweizer Manager. Von 2018 bis 2023 war er Präsident der Generaldirektion des Migros-Genossenschafts-Bundes. Per 1. Mai 2024 wird er die Leitung von Aevis Victoria übernehmen.

## Leben und Wirken
Zumbrunnen, der aus der Romandie stammt, schloss 1992 das Studium der Wirtschaftswissenschaften und Soziologie an der Universität Neuenburg mit dem Lizenziat ab. 1993 wurde er Filialleiter von Coop Neuenburg-Jura in La Chaux-de-Fonds. 1994 wechselte er als Privatsekretär und Buchhalter zum Geigenbauer Claude Lebet, Luthier. Bevor er 1996 bei Migros eintrat, war er 1995 Sales Manager der Obtech Medical AG in Zug. 1996 absolvierte er auch ein Nachdiplomstudium in Statistik an der Universität Neuenburg.
Bei der Société coopérative Migros Neuchâtel-Fribourg (Migros Neuenburg-Freiburg) in Marin-Epagnier war Zumbrunnen Ausbilder, Projektleiter und Verkaufschef. 2001 wurde er Leiter Direktion Marketing & Logistik und Mitglied der Geschäftsleitung. Zuletzt wurde er 2005 dort Geschäftsleiter, bevor er 2012 als Leiter des Departements I (Human Resources, Kulturelles und Soziales, Freizeit) und Mitglied der Generaldirektion zum Migros-Genossenschafts-Bund nach Zürich wechselte.
Im März 2017 wurde Fabrice Zumbrunnen vom MGB-Verwaltungsrat zum Nachfolger des CEO Herbert Bolliger gewählt, mit einer einzigen Stimme Vorsprung auf den zweitplatzierten GMZ-Geschäftsführer Jörg Blunschi.
Ab dem 2. Januar 2018 wollte er mit seinem Programm «Fast forward» die Unternehmenszentrale effizienter, weniger schwerfällig und organisatorisch schlanker machen.
Im Oktober 2022 wurde bekannt, dass er auf Ende April 2023 zurücktritt.
Sein Nachfolger wurde Mario Irminger, der bisherige CEO von Denner. Das Amt als Verwaltungsratspräsident der Migros Bank hat er behalten.
Per 1. Mai 2024 sollte Zumbrunnen die Leitung von Aevis Victoria übernehmen. Bereits im Juni 2023 wurde er Mitglied in den Verwaltungsräten von Swiss Medical Network und MRH Switzerland, beides Tochterunternehmen der Aevis Victoria.
Zumbrunnen war Präsident des Stiftungsrates des Gottlieb Duttweiler Instituts (GDI). Er ist verheiratet und hat zwei Kinder.